# 아시안 하이웨이 78호선
아시안 하이웨이 78호선(AH78)은 투르크메니스탄의 아시가바트에서 출발, 이란의 케르만까지 이어주는 총 연장 1110 km(690 마일)의 거리를 가진 국제 간선 도로망이다. 

## 주요 경유지
주요 경유지는 다음과 같다.

### 투르크 메니스탄
- 아시가바트 - 초브돈 검문소

### 이란
- 국도 제875호선 : 바지란(영어판) - 쿠찬(영어판) - 사파즈바르(영어판)
- 국도 제87호선 : 사파즈바르(영어판) - 바제스탄(영어판)
- 국도 제91호선 : 바제스탄(영어판) - 페르두스 - 케르만